# DDR3 SDRAM

데스크톱 PC용 메모리 모듈 메모리 비교.

휴대용 노트북 메모리 모듈 비교.

전자 공학에서 DDR3 SDRAM은 컴퓨터와 다른 디지털 회로 장치에서 데이터를 빠르게 처리하는 데 쓰이는 램 기술이다. 디램 가운데 하나인 SDRAM계 기술의 일부이며, 이전 기술인 DDR2 SDRAM 제품보다 동작속도, 전력소모 등이 뛰어나다. 삼성전자가 2005년 업계최초로 개발하였다.
DDR3의 주된 이점은 입출력 버스를 메모리 셀의 속도보다 4배나 빠르게 동작할 수 있다는 점이며, 이로써 이전의 메모리 기술보다 더 빠른 버스 속도를 구현할 수 있다. 다만 더 빠른 버스 속도와 스루풋은 레이턴시를 늘리는 결과를 낳아 전반적인 속도가 떨어질 수 있다. 또한, DDR3은 512 메가비트부터 8 기가비트까지의 칩 용량을 표준으로 지정해 놓고 있다. 따라서 최대 16 기가바이트의 메모리 모듈을 사용할 수 있다.

## 규격 표준
| 표준 이름                                     | 메모리 클럭 (MHz) | 순환 시간 (ns) | 입출력 버스 클럭 (MHz) | 데이터 속도 (MT/s) | 모듈 이름 | 최고 전송 속도 (Mb/s) | 타이밍 (CL-nRCD-nRP)                |
| --------------------------------------------- | ----------------- | -------------- | ---------------------- | ------------------ | --------- | --------------------- | ----------------------------------- |
| DDR3-800D DDR3-800E                           | 100               | 10             | 400                    | 800                | PC3-6400  | 6400                  | 5-5-5 6-6-6                         |
| DDR3-1066E DDR3-1066F DDR3-1066G              | 133               | 71/2           | 533                    | 1066               | PC3-8500  | 8533                  | 6-6-6 7-7-7 8-8-8                   |
| DDR3-1333F* DDR3-1333G DDR3-1333H DDR3-1333J* | 166               | 6              | 667                    | 1333               | PC3-10600 | 10667                 | 7-7-7 8-8-8 9-9-9 10-10-10          |
| DDR3-1600G* DDR3-1600H DDR3-1600J DDR3-1600K  | 200               | 5              | 800                    | 1600               | PC3-12800 | 12800                 | 8-8-8 9-9-9 10-10-10 11-11-11       |
| DDR3-1866J* DDR3-1866K DDR3-1866L DDR3-1866M* | 233               | 42/7           | 933                    | 1866               | PC3-14900 | 14933                 | 10-10-10 11-11-11 12-12-12 13-13-13 |
| DDR3-2133K* DDR3-2133L DDR3-2133M DDR3-2133N* | 266               | 3/4            | 1066                   | 2133               | PC3-17000 | 17066                 | 11-11-11 12-12-12 13-13-13 14-14-14 |

별표(*)는 선택 사항이다.

## 변종

### DDR3L / DDR3U 확장
DDR3L(DDR3 Low Voltage) 표준은 JESD79-3 DDR3 메모리 장치 표준에서 저전압 장치를 규정한다. DDR3L 표준은 1.35 V이며 모듈에 PC3L 레이블이 붙는다.
DDR3U(DDR3 Ultra Low Voltage) 표준은 1.25 V이며 모듈에 PC3U 레이블이 붙는다.
JEDEC 솔리드 스테이트 기술 협회는 2010년 7월 26일에 JEDEC DDR3L의 출판을 발표하였다.

## 같이 보기
- DDR2 SDRAM
- 듀얼 채널
- FB-DIMM